# Szengetovszkij Zoltán
Szengetovszkij Zoltán (szlovákul: Zoltán Sengetovský, ukránul: Золтан Йосипович Сенгетовський, Zoltan Joszipovics Szengetovszkij, oroszul: Золтан Иосифович Сенгетовский, Zoltan Ioszifovics Szengetovszkij) (Ungvár, Ungi zsupa, Csehszlovákia, 1928. szeptember 9. – 1996. szeptember 6.) magyar, ukrán és szovjet labdarúgócsatár és labdarúgóedző. A megyei ifjúsági válogatott-csapatok közötti ukrán bajnokság kétszeres győztese (1947, 1948), a szovjet tartalékcsapatok bajnokságának aranyérmese (1949) és a szovjet elsőosztályú bajnokság 2. helyezettje (1952). A szovjet kupasorozat negyeddöntőse (1957) és kétszeres nyolcaddöntőse (1953, 1954). A ’’Szovjetunió sportmestere’’ kitüntető cím birtokosa (1952).

## Pályafutása
A pályafutását a magyar vidéki bajnokság Kárpátaljai csoportjában 1942–1945 között szereplő ungvári Mundusz ifjúsági csapatában kezdte, majd a második világháborút lezáró párizsi békeszerződések megkötését követően az újonnan szervezett ukrán másodosztályú klub, a Szpartak Uzsgorod ificsapatába került. Azokban az években őt többször meghívták Kárpátalja ifjúsági labdarúgó-válogatottjába, amely részvételével kétszer is megnyerte a megyei válogatott-csapatok közötti ukrán bajnokság ifjúsági tornáját. 1947-ben bekerült az első országos bajnoki címét éppen megszerző ungvári mestercsapat felnőttkeretébe, amely 1948-ban a bajnoki tabella 4. helyén végzett és bejutott az ukrán labdarúgókupa zárószakaszába (Kijev, Dinamo Stadion, 1948. október 3. - október 26.). Azon a tornán végül az Ungvári Szpartak akkori ellenfele - az első osztályú Dinamo Kijev - egy végig nagyon szoros, de kiegyenlített meccsen győzött 2:1-re, és a végén megnyerte a kupát. A kijeviek csapatában akkor már két korábbi ungvári játékos - Láver György és Fábián János - is szerepelt, és a mérkőzés után (1948. október 20.) - a labdarúgás történetében egyedülálló módon - Szengetovszkij Zoltán mellett a Szpartak további hét oszlopos tagja is meghívást kapott a fővárosi sztárcsapatba, nevezetesen: Tóth Dezső, Mihalina Mihály, Juszt Ernő, Komán Mihály, ifj.Györffy Zoltán, Godnicsák László és Gazsó László. (Ehhez, a magyar és csehszlovák labdarúgóiskolán felnövő, fiatal kárpátaljai tehetségekből álló csoporthoz két év múlva csatlakozott a munkácsi születésű Popovics Tibor is.) A Kijevi Dinamo utánpótlás kerete az ő részvételükkel 1949-ben kis-aranyérmeket szerzett az első ízben kiírt, a szovjet tartalékcsapatok közötti országos bajnokságon. A kijevi csapatban abban az évben már tíz fiatal kárpátaljai tehetség játszott, akik több éven keresztül elismert tagjai voltak a Dinamonak és kiemelkedő eredményeket értek el országos és nemzetközi szinten. Így, a Dinamonak, többek között Szengetovszkij Zoltán kiváló játékának köszönhetően - másodszor a fővárosi klub történetében - sikerült ezüstérmet kiharcolnia a szovjet bajnokságban, megtörve ezzel a moszkvai elitcsapatok hosszú évekig tartó hegemóniáját.
1954-ben Szengetovszkij visszatért Ungvárra a Szpartakhoz, amelyben két szezont töltött és amelynek színeiben 1954-ben a szovjet kupa nyolcaddöntőjéig jutott. Ezt követően ifj. Györffy Zoltán csapattársával együtt a szovjet bajnokság ukrán csoportjában szereplő Szpartak Sztaniszlav csapatához szerződött, majd két év múlva a Temp Kijev megyei elsőosztályú klub játékos-edzője, később pedig a csapat vezetőedzője lett. A Temp az ő irányításával bekerült az ukrán labdarúgó-bajnokság második osztályába és 1964-ben végeredményként, az induló 41 csapat közül a 10. helyen végzett, valamint az szovjet kupáért folyó versengésben a saját zónájában eljutott a nyolcaddöntőig. Az aktív pályafutásának befejezése után visszatért Kárpátaljára és egészen nyugdíjazásáig társadalmi munkában, városi és megyei szinten a labdarúgás fejlesztésével foglalkozott.

## Sikerei, díjai
Ukrajna
- Megyei ifjúsági válogatott-csapatok közötti ukrán bajnokság
  - bajnok (2): 1947, 1948
- Ukrán bajnokság
  - 4. hely: 1948
  - 5. hely: 1964
- Ukrán kupa
  - nyolcaddöntős: 1948

Szovjetunió
- Szovjet tartalékcsapatok bajnoksága
  - bajnok: 1949
- Szovjet bajnokság
  - 2. hely: 1952
  - 8. hely (2): 1951, 1953
- Szovjet kupa
  - negyeddöntős: 1957
  - nyolcaddöntős (2) : 1953, 1954
- A ’’Szovjetunió sportmestere’’ kitüntető cím: 1952

## Ajánlott irodalom
- Fedák László. Kárpátalja a sporteredmények tükrében (43., 53., 56., 57., 110., 112., 114. és 138. oldal). Ungvár: Karpati (1994) (ukránul)
- Krajnyanica Péter. A kárpátaljai labdarúgás története (83., 92., 93., 98., 116., 118., 120., 123. és 135. oldal). Ungvár: Karpati (2004) (ukránul)
- Mihalina László. Otthon minden kő megsegít... (43., 79. és 96. oldal). Vác: Kucsák Könyvkötészet és Nyomda (2011)